# Ajuga iva
 Abiga  (Ajuga iva) é uma planta da família das labiadas, a qual se atribuía antigamente a propriedade de expelir a placenta após o parto. Também é conhecido como erva-crina e erva-moscada.